# HiPhi Z
HiPhi Z – elektryczny samochód osobowy klasy wyższej produkowany pod chińską marką HiPhi w latach 2022–2024.

## Historia i opis modelu

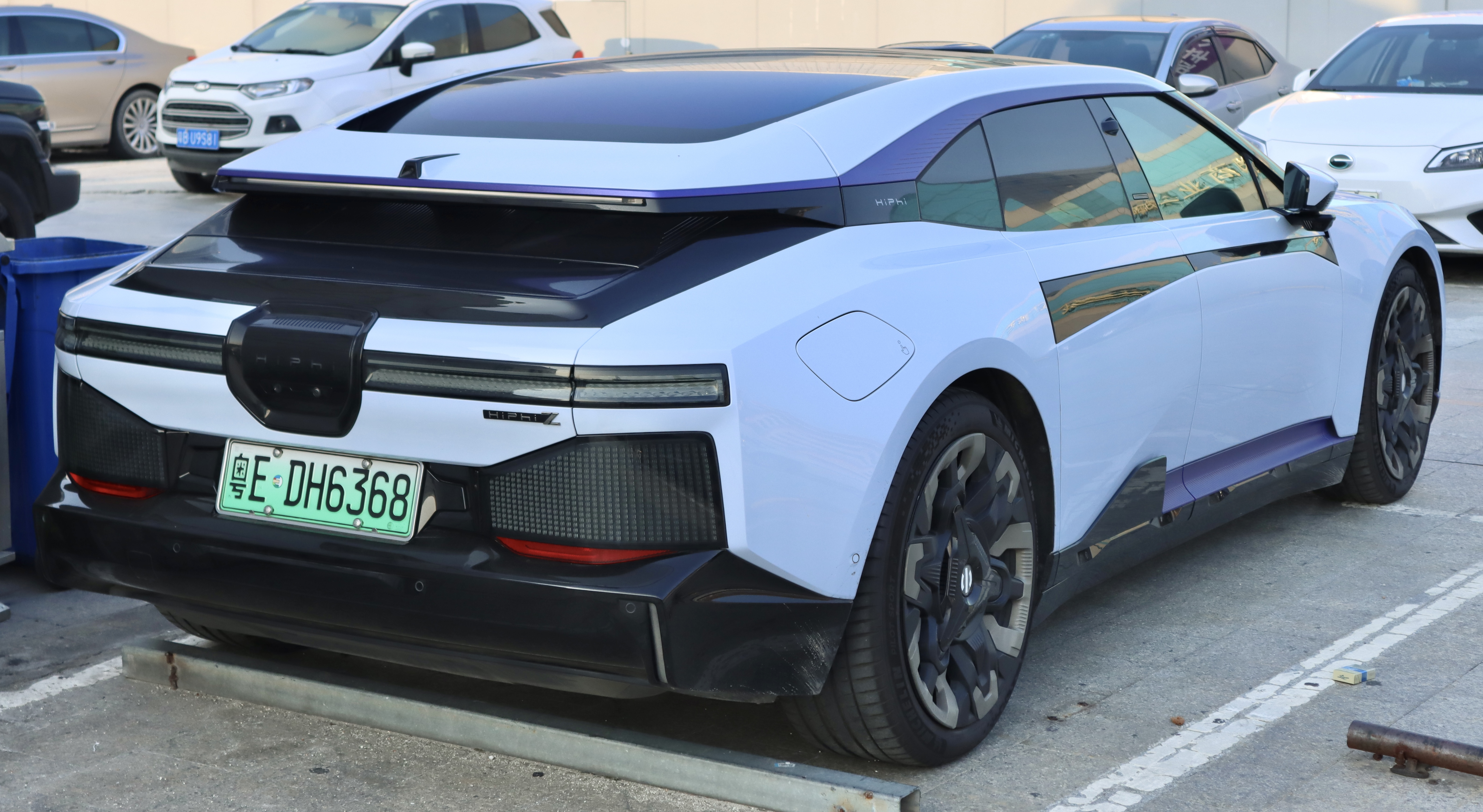
HiPhi Z - tył

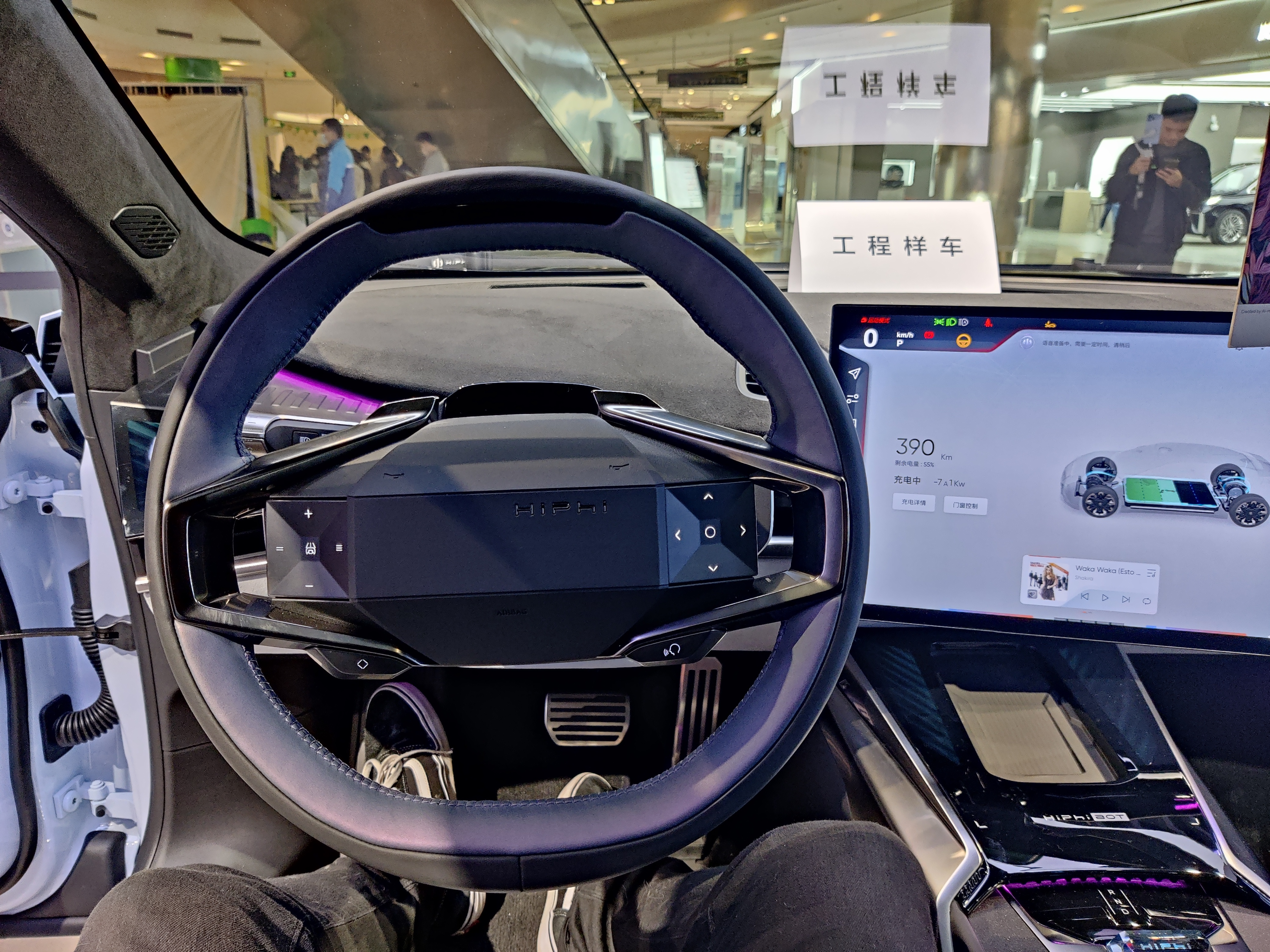
HiPhi Z - kokpit

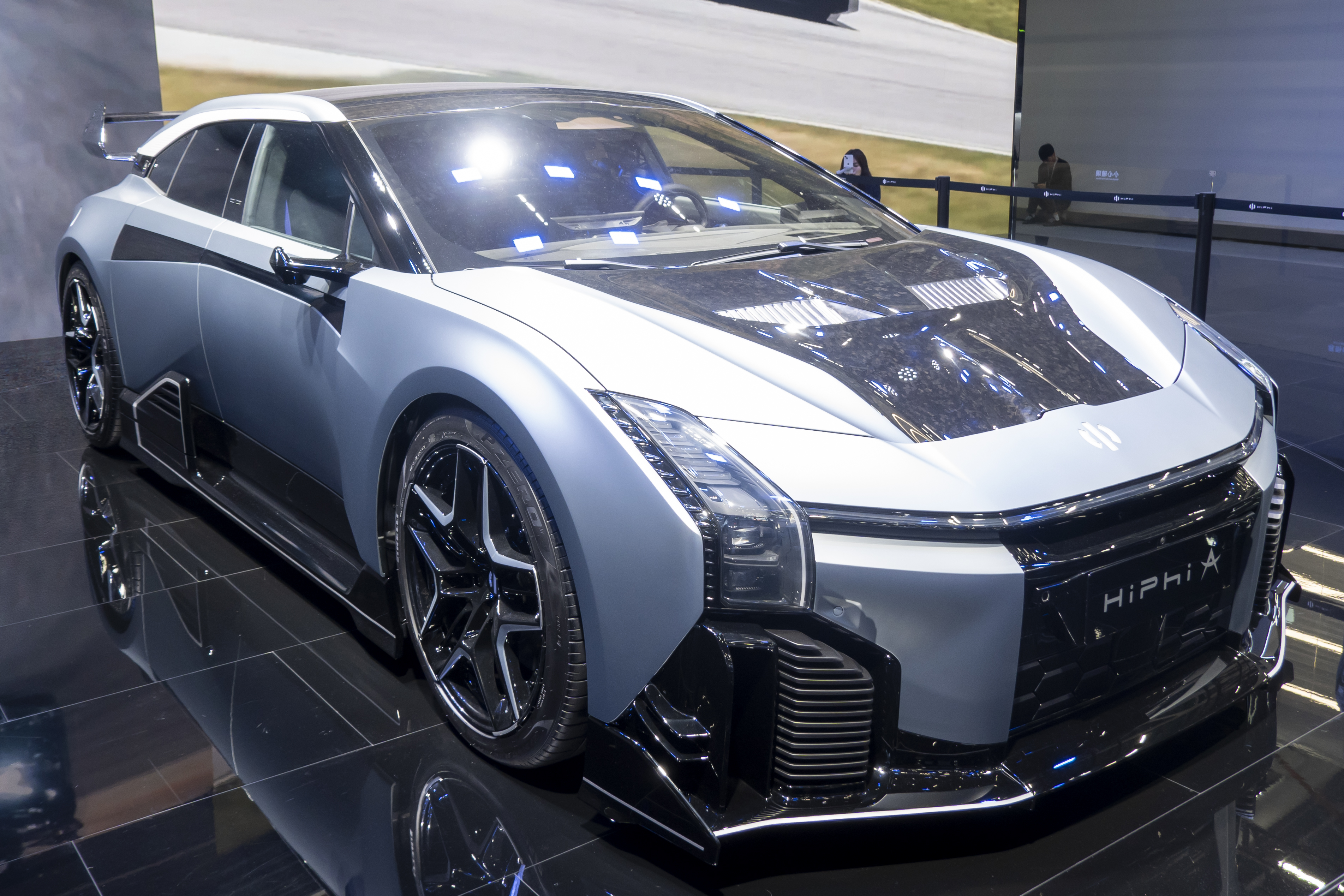
HiPhi A

W listopadzie 2021 roku chiński startup Human Horizons przedstawił pierwsze informacje na temat drugiego w swojej historii samochodu, wyższej klasy HiPhi Z. Oficjalna prezentacja produkcyjnej odmiany miała miejsce w lipcu 2022, wyróżniając bliższą futurystycznym prototypom, awangardową stylizacją obfitującą w ostre linie, rozbudowane wloty powietrza, wieloczęściowe oświetlenie LED składające się z 4066 diod i dwubarwnie malowane nadwozie ze stalowo-aluminiowym szkieletem. Przeszklony dach płynnie połączył się z tylnym spojlerem dominującym tylną część nadwozia, z kolei boczne panele nadwozia wzbogacił wąski, nietypowy zewnętrzny wyświetlacz ze zmiennymi barwami oświetlenia LED. Aktywny system wlotów powietrza wpływa na geometrię spojlera, optymalizując właściwości aerodynamiczne i zasięg.
Samochód wyposażono w rozbudowany pakiet systemów wspierających kierowcę oraz monitorujących otoczenie. HiPhi Z wykorzystuje system Orin X firmy Nvidia, a także system monitorowania czasu rzeczywistego QNX Neutrino, który wykorzystuje 34 czujniki i technologię LiDAR do skanowania otoczenia i wspomagania kierowcy podczas jazdy oraz parkowania. Głównym dostawcą systemu operacyjnego do modelu HiPhi została firma BlackBerry.
Minimalistycznie zaaranżowana kabina pasażerska wzbogacona została o takie rozwiązania jak kubełkowe fotele, rozbudowane oświetlenie nastrojowe, 23-głośnikowy system nagłośnieniowy Meridian czy centralny dotykowy wyświetlacz pozwalający na przedstawianie najważniejszych informacji na temat pojazdu - włącznie z prędkością oraz danymi nt. jazdy. System sztucznej inteligencji monitoruje oraz uczy się preferencji oraz zachowań pasażerów. Podobnie jak w HiPhi X, dostęp do kabiny pasażerskiej zapewniają otwierające się w przeciwnych kierunkach drzwi.

### HiPhi A
W listopadzie 2023 zaprezentowany został wyczynowy wariant o nazwie HiPhi A, będący głęboko zmodyfikowanym HiPhi Z z układem napędowym i podzespołami technicznymi opracowanymi wspólnie z niemiecką firmą Apollo Automobil. Samochód zyskał dedykowany wzór alufelg w kształcie gwiazd, przeprojektowane zderzaki i dodatkowe ospojlerowanie, a także rozbudowany tylny dyfuzor i więcej wlotów powietrza. Napęd AWD rozwinął łączną moc 1287 KM mocy maksymalnej generowanej z trzech silników, rozpędzając się do 100 km/h w 2 sekundy. Dla zapewnienia wydajnego hamowania zastosowano karbonowo-ceramiczne hamulce, a rozkład mocy wyniósł 50:50.

### Sprzedaż
Podobnie jak pokrewne HiPhi X, także i HiPhi Z jest samochodem przeznaczonym do sprzedaży wyłącznie dla rodzimego rynku chińskiego. Jako główne grono odbiorców określając młodych mieszkańców dużych miast, zamówienia rozpoczęto zbierać w październiku 2022. Produkcja samochodu rozpoczęła się z kolei oficjalnie w drugiej połowie grudnia 2022 w fabryce w Szanghaju, z ceną 600 tysięcy juanów za podstawową specyfikację.

### Dane techniczne
HiPhi Z to samochód w pełni elektryczny, którego układ napędowy przenosi moc na obie osie za pomocą dwóch silników o łącznej mocy 672 KM i 820 Nm maksymalnego momentu obrotowego. Pozwala to rozpędzić się do 100 km/h w 3 sekundy, osiągając 200 km/h prędkości maksymalnej. Pakiet akumulatorów o pojemności 120 kWh pozwala według deklaracji producenta na przejechanie na jednym ładowaniu do ok. 705 kilometrów.